# Sarcinodes sumatraria
Sarcinodes sumatraria là một loài bướm đêm trong họ Geometridae.